# Franz Josef Hoffmann
Franz Josef Hoffmann (* 5. Februar 1915; † 1992) war ein deutscher Diplomat.

## Leben
Franz Josef Hoffmann war Sohn eines Fabrikanten. Er studierte Jura in Königsberg, Münster, Freiburg und Hamburg. Zum 1. Mai 1937 trat er der NSDAP bei (Mitgliedsnummer 4.175.207).
Nach Gründung der Bundesrepublik Deutschland trat Hoffmann 1950 in den Auswärtigen Dienst ein. Seine Auslandstätigkeit begann er 1951 in London. Von 1953 bis 1955 war er stellvertretender Direktor der Diplomatenschule des Auswärtigen Amts in Speyer. Von 1955 bis 1960 war er am Generalkonsulat in New York City eingesetzt und kehrte dann nach Bonn zurück, wo er 1964 Büroleiter des Staatssekretärs wurde.
Hoffmann wurde 1968 deutscher Botschafter in Ceylon und war von 1973 bis 1979 Botschafter in Afghanistan, bevor er in den Ruhestand trat.